# Lackenhof
 (décembre 2022).
Si vous disposez d'ouvrages ou d'articles de référence ou si vous connaissez des sites web de qualité traitant du thème abordé ici, merci de compléter l'article en donnant les références utiles à sa vérifiabilité et en les liant à la section « Notes et références ».
Lackenhof est une commune ainsi qu'une station de ski de taille moyenne, situées dans le sud-ouest du Land de Basse Autriche, en Autriche.
Le domaine skiable est situé sur les pentes du mont Ötscher - qui culmine à 1 893 mètres - ainsi que sur celles du Kleiner Ötscher (1 560 m). Il est l'un des plus variés de Basse Autriche, ainsi que l'un des plus enneigés. Le domaine le plus technique et offrant la plus grande dénivelé est desservi par un télésiège deux places de conception archaïque.
La station, point de départ très prisé pour la pratique du ski de randonnée, propose également la pratique du Ski joëring.
Le domaine skiable est ouvert traditionnellement de décembre à mi-avril.
Lackenhof est membre des regroupements de stations de ski Skiregion Ostalpen et SunnyCard.